# Любовь в Нью-Йорке
«Любовь в Нью-Йорке» (англ. Love at Times Square) — индийский фильм на языке хинди, вышедший в прокат 14 февраля 2003 года. Режиссёром, продюсером и автором сценарий выступил актёр Дев Ананд. Фильм провалился в кассе и в некоторых кинотеатрах был снят с показа уже на второй неделе после премьеры.

## Сюжет
Индиец Шан (Дэв Ананд) добился большого успеха в бизнесе и стал миллиардером. Его фирма в Кремниевой долине приносит ему большой доход. Единственной наследницей его состояния должна стать его дочь Свити (Хини Каушик). Девушка привыкла жить в роскоши и ни в чём себе не отказывать. Она отправляется в Америку делать карьеру и во время празднования Нового года на Таймс-сквер в Нью-Йорке знакомится с двумя молодыми людьми, которые начинают ухаживать за ней. Бобби (Чайтанья Чаудхари) прибыл в Америку, чтобы разбогатеть, а Радж (Шоиб Хан) работает в Калифорнии программистом. Свити должна решить, кому из них подарить свою любовь.

## В ролях
- Хини Каушик — Свити
- Чайтанья Чаудхари — Бобби
- Шоиб Хан — Радж
- Дэв Ананд — Шаан, отец Свити
- Мун Мун Сен[англ.] — мать Свити
- Сатиш Шах[англ.] — владелец мотеля
- Кетки Даве[англ.] — жена владельца мотеля
- Риши Капур — ген. директор спутникового канала
- Салман Хан — камео в песне
- Ашиш Видьяртхи[англ.]

## Саундтрек
| №  | Название                   | Исполнители                              | Длительность |
| -- | -------------------------- | ---------------------------------------- | ------------ |
| 1. | «Aa Ja Aa Ja Aa Bhi Ja»    | Аднан Сами                               | 2:18         |
| 2. | «Aisa Ho Koi»              | Кавита Кришнамурти                       | 6:39         |
| 3. | «Raat Hai Jawan»           | Аднан Сами                               | 5:43         |
| 4. | «Sapna Ho»                 | Сону Нигам, Виджета Пандит               | 5:36         |
| 5. | «Sote Sote»                | Лаки Али, Сапна Мукерджи                 | 4:54         |
| 6. | «Woh Ladka Aisa Hoga»      | Удит Нараян, Абхиджит, Джаспиндер Нарула | 7:02         |
| 7. | «Yahan Pyar Me Dhadke Dil» | Алка Ягник                               | 7:01         |
| 8. | «Ye Raste Yeh Masti»       | Лаки Али, Кавита Кришнамурти             | 4:42         |

## Критика
Критики дали фильму преимущественно негативную оценку.
Более-мене благодушен был только Дэйв Кер из The New York Times, решивший, что для тех, кто ищет отдых от иронии и жестокости, которые переполнили американскую популярную культуру, этот потрепанный маленький индийский фильм — сладостное бегство от реальности.
Марк Холкомб из The Village Voice также написал, что режиссёру «удалось вставить бессовестно эксплуатируемые кадры 11 сентября между музыкальными номерами, но, помимо этих сцен, „Любовь“ не могла быть более головокружительной».
Элизабет Вейцман из New York Daily News заметила, что эта «непреднамеренно шумная болливудская мелодрама Дева Ананда будет считаться ужасной по любому художественному стандарту».
Кинокритик Мейтленд Макдона назвала фильм «грубо сделанной любовной историей, которая не очень хорошо обходится западными чувствами».
Мэган Леман из New York Post отметила, что фильм «демонстрирует вопиющее пренебрежение логикой».
Индийский кинокритик Таран Адарш написал, что фильм фокусируется на Деве Ананде и только на Деве Ананде, как и все его предыдущие фильмы, и оценил его ниже среднего.